# Diffusionstransistor
Als Diffusionstransistor bezeichnet man jeden Transistor, bei dem die elektrisch aktiven Bereiche durch Diffusion von Fremdatomen (Dotierung) in ein Halbleiter-Substrat (z. B. Silizium-Wafer) hergestellt werden. Diffusionstransistoren umfassen Bipolartransistoren und Feldeffekttransistoren.
Mitarbeiter der Bell Labs entwickelten 1954 den ersten Prototyp eines Diffusionsbipolartransistors, bei dem das Basisgebiet auf diese Weise hergestellt wurde. Wichtige Vertreter dieser Gruppe von Transistoren sind unter anderem der Mesatransistor und der Planartransistor.